# Chacopieper
De chacopieper  (Anthus chacoensis) is een soort zangvogel uit de familie piepers en kwikstaarten van het geslacht Anthus.

## Verspreiding en leefgebied
Deze soort komt voor in Paraguay en Argentinië.